# Утиња
Утиња је насељено мјесто у саставу града Карловца, на Кордуну, у Карловачкој жупанији, Република Хрватска.

## Географија
Утиња се налази око 22 км југоисточно од Карловца.

## Историја
Утиња се од распада Југославије до августа 1995. године налазила у Републици Српској Крајини.

## Култура
У Утињи је сједиште истоимене парохије Српске православне цркве. Парохија Утиња припада Архијерејском намјесништву карловачком у саставу Епархије Горњокарловачке. У Утињи се налази храм Српске православне цркве Успења Пресвете Богородице, саграђен 1715. године, порушен 1941. године, а обновљен 1986. године. Парохију сачињавају: Утиња, Иванковић Село, Мањеревић Село, Мандић Село, Утиња Врело, Карталија Село, Међеђак Утињски, Гаћешко Село, Брдо Село и Кљаић Брдо.

## Становништво
Према попису становништва из 2011. године, насеље Утиња је имало 5 становника.
| Националност       | 1991. | 1981. | 1971. | 1961. |
| Срби               | 49    | 40    | 88    |       |
| Југословени        | 1     | 24    |       |       |
| остали и непознато | 2     |       |       |       |
| Укупно             | 52    | 64    | 88    | '     |

| Демографија | Демографија | Демографија |
| Година      | Становника  | Становника  |
| ----------- | ----------- | ----------- |
| 1961.       | 115         |             |
| 1971.       | 88          |             |
| 1981.       | 64          |             |
| 1991.       | 52          |             |
| 2001.       | 10          |             |
| 2011.       |             | 5           |

## Познате личности
- Миле Дакић, српски историчар и политичар